# Roman en gravures sur bois
Un roman en gravures sur bois (dit aussi roman en gravures, et parfois roman sans parole, roman muet) est un genre d'ouvrage apparu entre les deux guerres mondiales illustré seulement par des vignettes produites originellement grâce au procédé xylographique : reliées sous la forme d'un volume, ces images fortement expressives sont disposées dans un ordre logique à raison d'une par page, et racontent une histoire sans avoir recours à un mode verbal. L'auteur lui-même revendique l'appellation de « roman » ainsi que l'usage de la gravure.
Se diffusant en Allemagne et aux États-Unis dans l'entre-deux-guerres, le genre, porté par un idéal socialiste, est marqué par l'expressionnisme allemand et la grammaire visuelle du film muet. Les historiens de la bande dessinée l'associent à la bande dessinée muette et en font un précurseur du roman graphique, bien qu'historiquement le roman en gravures se rapproche plus du livre d'artiste.

## Histoire du genre

### Expressionnisme et socialisme

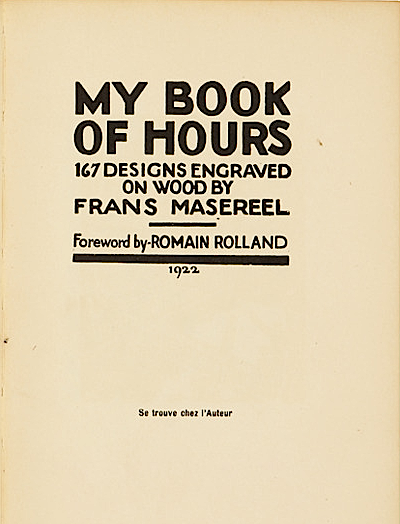
Couverture de l'édition américaine de Mon livre d'heures de Frans Masereel (1922) préfacé par Romain Rolland.

Le genre, qui s'apparente initialement dans son geste au livre d'artiste, apparaît à la fin de la Première Guerre mondiale et le pionnier en est le peintre et graveur Frans Masereel, marqué par le style expressionniste allemand, avec la suite 25 Images de la passion d'un homme publiée à Genève en 1918 sur les presses d'Albert Kundig. Par la suite, Masereel lance avec René Arcos, également exilé en Suisse, une petite maison, les Éditions du Sablier qui publient des récits illustrés de gravures sur bois. Cependant, Masereel est au départ le seul artiste à vouloir raconter une histoire uniquement avec des bois gravés : au Sablier, il publie son roman en gravures Le Soleil en 1919. Sa démarche singulière est repérée par l'éditeur Kurt Wolff à Munich qui va, dès 1920, imprimer à plusieurs centaines d'exemplaires pour le lecteur allemand, Mon livre d'heures, le deuxième roman en gravures de Masereel, originellement imprimé à moins de 200 exemplaires chez Kundig, et y ajoute une préface signée Thomas Mann. L'ouvrage rencontre le succès et Wolff décide de le réimprimer suivant un procédé photomécanique : les ventes atteindront plus de 10 000 exemplaires. Dès lors, le phénomène éditorial, de par sa modernité en phase avec l'esprit du temps porté par le progressisme, les revendications, les idéaux des lendemains de la Grande Guerre, est lancé et va traverser l'Atlantique avant de se répandre jusqu'en Russie soviétique.
En bousculant les codes narratifs à la fois du roman, du livre, et de la série gravée, Masereel est aujourd'hui vu comme un pionnier. Comme le souligne l'historien Thierry Groensteen, « accepter les deux critères du récit muet et des images pleine page conduit inévitablement à poser la question de l’appartenance à la bande dessinée des romans en gravures, lesquels composent un genre en soi, apparu vers 1920 pour s’éteindre dans les années 1950, qui eut pour inventeur et probablement pour meilleur ouvrier le belge Frans Masereel (1889-1972). Le roman en gravures traversa l’Atlantique, puisque, avec quelque six livres à actif, l’Américain Lynd Ward (1905-1985) s’imposa comme le principal rival de Masereel ».
Maasereel et Ward furent les artistes les plus prolifiques du genre : leurs histoires sont simples, tournant autour d'un enjeu mélodramatique (isolement du héros face à la ville, à l'amour, au chômage, etc.).
D'une manière générale, le roman en gravures utilise le bois gravé, et plus rarement le métal et la linogravure. Pour que l'image soit lisible sur le papier, la taille d'épargne est ici requise. L'impression est monochrome, en noir, mais des tirages sépia, orangé ou vermillon se rencontrent sur certaines éditions. La taille d'épargne sur bois présente l'avantage de ne pas coûter cher, mais requiert une grande expertise ; dans les faits, la gravure sur bois figure ici un travail résolument manuel, laborieux, symboliquement en phase avec le lecteur ciblé, les travailleurs.

### Du bois gravé narratif au récit en images sans mots

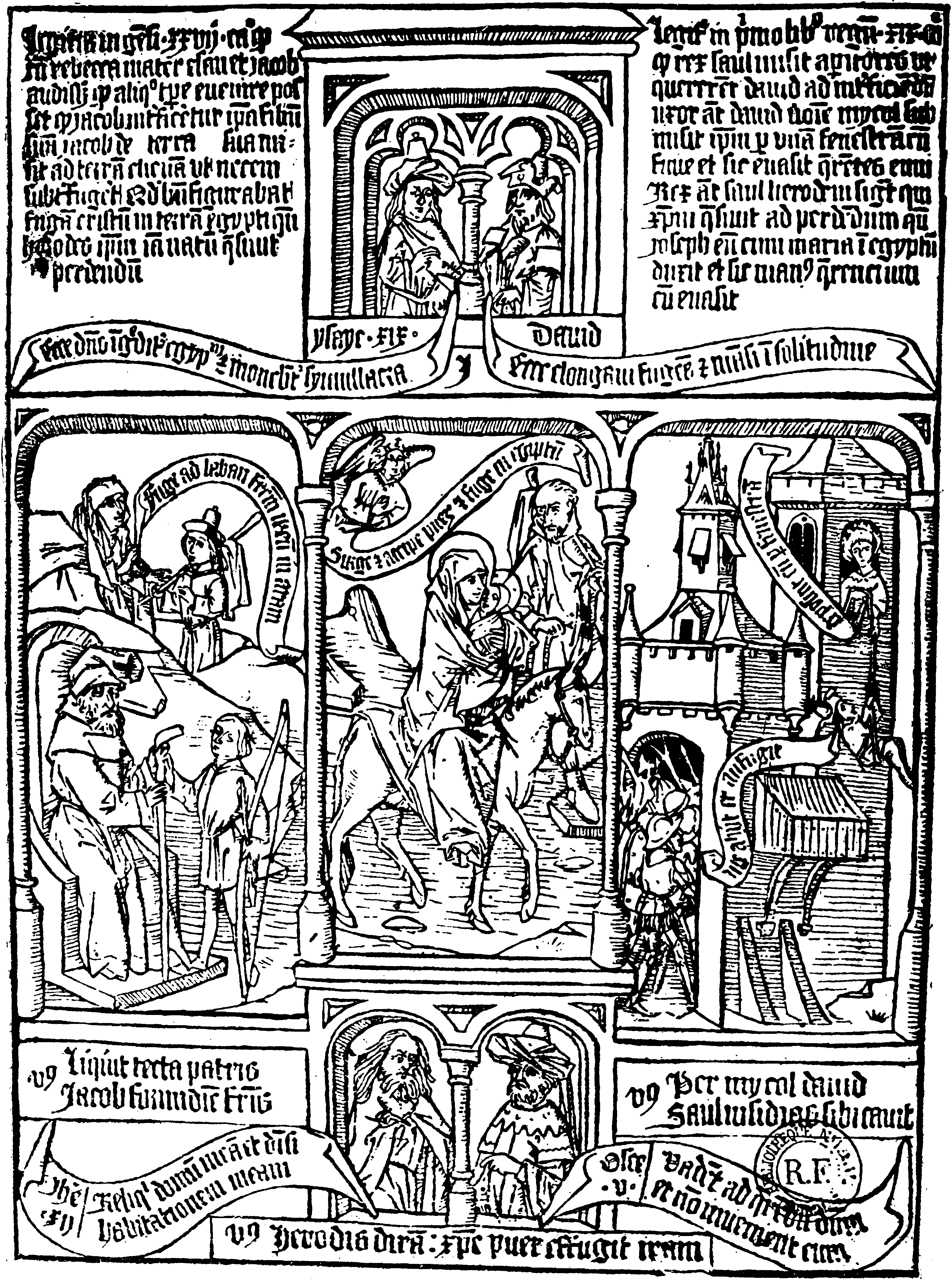
Estampe tirée d'un incunable xylographique montrant de façon expressive les grandes peurs religieuses au XVe siècle sous la forme d'un bloc texte-image directement gravé sur bois (ici la Biblia pauperum).

Vers la fin du XVe siècle commencent à circuler en Europe des estampes comprenant du texte et des images issus de l'impression d'un seul bloc de bois gravé : appelé incunable xylographique, il porte généralement un message religieux destiné au peuple. On trouve les Ars moriendi, et la Biblia pauperum parmi les plus célèbres artefacts parvenus jusqu'à nous. Cependant, ces blocs contiennent beaucoup de textes, ce qui sera encore le cas du chapbook, petit cahier populaire exploitant des thèmes profanes et contenant des gravures sur bois illustrant une histoire souvent grossièrement typographiée, qui se diffuse au siècle suivant. Il faut également mentionner le travail de la dominoterie, qui, dans la France du XVIe siècle, à Troyes, produisit des cartes illustrée de motifs xylographiées.
Même s'il hérite de cette très ancienne tradition de la gravure sur bois narratif, le genre roman en gravures qui surgit durant la Première Guerre mondiale est lui d'un concept totalement nouveau. On pourrait comparer le travail de Masereel à un album d'estampes, une série réunie en portfolio : ils sont très courant au XIXe siècle, servis par le développement de la lithographie. Autour de 1900, des artistes revisitent la gravure sur bois ; on peut citer par exemple Paul Gauguin, Max Klinger, Alfred Jarry. Les expressionnistes allemands en ont également l'usage, comme Max Beckmann ou Otto Dix, mais tous ces tirages étaient limités, et visaient une clientèle riche, même si certains thèmes dénonçaient l'injustice sociale, et qu'ils y exprimaient leurs profondes angoisses au tournant su siècle avec l'approche de la guerre. La démarche de Frans Masereel s'inscrit dans le prolongement des expériences expressionnistes et se veut résolument populaire, l'auteur étant porté par l'idéal socialiste. En 1919, avec Mon livre d'heures, il fait référence au Moyen Âge, avec sa suite narrative de 167 gravures sur bois qui connaît un certain succès, notamment en Allemagne où le travail de l'artiste est salué puis préfacé par Max Brod, Hermann Hesse, et Thomas Mann. En France, Luc Durtain présente l'artiste lors d'une exposition personnelle organisée à Paris en 1931.

### En Europe
Âgé de 13 ans, l'artiste franco-polonais Balthus dessine une histoire en images autour de son chat ; celle-ci fut publiée en 1921 avec une préface du poète autrichien Rainer Maria Rilke. Avec Destiny publié en 1926, l'Allemand Otto Nückel (1888–1955) produit un roman en gravures d'une remarquable finesse : il y met en scène une femme solitaire dont on suit le parcours au quotidien, le tout sans violence apparente. L'édition américaine sort en 1930 et connaît un certain succès,.
L'Allemand Clément Moreau (1903–1988) publie une première série en 1928 avec Erwerbslose Jugend, où figure la jeunesse errante. L'artiste hongrois exilé en Angleterre, István Szegedi-Szüts (1892–1959), compose un roman en gravures rehaussé à l'encre intitulé My War en 1931 : s'inspirant de la technique japonaise du sumi-e, Szegedi-Szüts raconte les aventures d'un officier hongrois durant la Première Guerre mondiale. La Tchécoslovaque Helena Bochořáková-Dittrichová (1894–1980) reste la première femme à avoir produit un roman en gravures, avec Enfance (1931) qui met en scène la classe moyenne plutôt que les ouvriers, au contraire de Masereel ou Nückel. Par ailleurs, Bochořáková qualifie ses ouvrages de cycles et non de romans.
Vers la fin des années 1920, le genre séduit le groupe surréaliste : en 1929, Max Ernst compose un roman sans parole à partir d'une suite de collages reproduits par l'impression typogravure et qu'il qualifie de « roman-collage ». En 1934, il récidive avec Une semaine de bonté.
En 1949, l'expressionniste allemand Werner Gothein (1890–1968), ancien membre de Die Brücke, publie Die Seiltänzerin und ihr Clown (« L'Équilibriste et son clown »).

### En Amérique
En 1926, Lynd Ward (1905–1985) arrive à Leipzig pour étudier les arts graphiques ; là, il découvre le travail de Masereel et d'Otto Nückel. Il va produire en tout six romans en gravures qu'il appelle « pictorial narratives » (« narrations en images »). Le plus célèbre reste son premier, God's Man, publié en 1929. L'expression xylographique y est beaucoup plus fine car il utilise ses planches et ses outils dans la tradition de Thomas Bewick. La taille de ses vignettes est d'autre part variable et non constante. Le livre God's Man se vendra a près de 20 000 exemplaires, tant et si bien qu'il est parodié en 1930 par Milt Gross avec He Done Her Wrong.
Puisant dans l'imaginaire médiéval, marqué par le style Art déco, l'illustrateur James Reid (1907–1989), produit en 1930 The Life of Christ, une mise en images modernisée de la Passion.
En 1938, l'Italo-américain Giacomo Patri (1898–1978) produit son unique roman en gravures, White Collar (« Col blanc »), dans lequel il revient sur les conséquences du krach d'octobre 1929, lequel pousse des employés de Wall Street à se syndiquer. Son récit évoque aussi au passage les questions de l'avortement, l'accès aux soins pour les plus pauvres ou la défection religieuse.
Entre 1948 et 1951, le Canadien Laurence Hyde (1914–1987) travaille à un unique roman en gravures sur bois, Southern Cross, qu'il produit en réponse aux essais nucléaires américains effectués sur l'atoll de Bikini en mettant en scène les militaires évacuant les autochtones et la détresse de ceux-ci.
En 1957, l'artiste américain d'origine polonaise Si Lewen (1918–?) avec The Parade: A Story in 55 Drawings reçoit les éloges d'Albert Einstein pour le message de paix que véhicule son ouvrage. Le Canadien George Kuthan, avec Aphrodite's Cup publié en 1964, propose un roman en gravures très érotique, inspiré dans son style par l'imaginaire de la Grèce ancienne.

## Déclin et redécouverte
Le roman en gravures sur bois est à son apogée entre 1929 et 1931. Il semble que son déclin corresponde à la disparition progressive du film muet. Toutefois, d'autres facteurs peuvent expliquer ce relatif déclin : dès 1933, en Allemagne, les nazis considère les productions de Masereel comme symbole de l'art dégénéré. Par ailleurs, après 1945, en Amérique, tout ce qui rappelle le progressisme social des années 1930 est banni, par peur de la « contagion communiste ».
Durant les années 1960, le genre est redécouvert par toute une génération d'artistes, notamment anglo-saxons. Will Eisner a révélé qu'il devait beaucoup à Lynd Ward. Art Spiegelman a plusieurs fois mentionné Frans Masereel comme séminal pour son travail.
Enfin, au sein du développement moderne du roman graphique, on trouve encore des romans en gravures : ainsi, le graveur canadien George Walker compose Book of Hours en 2010, figurant la vie quotidienne des occupants du World Trade Center juste avant les attentats du 11 septembre 2001. En 2020, Stanley Donwood publie Bad Island qui raconte une histoire se déployant sur 80 planches muettes composées en noir et blanc.

## Romans principaux
- Frans Masereel, Mon livre d'heures, suite de 167 gravures, Genève, Albert Kundig, 1919.
- Balthus, Mitsou. Histoire d'un chat, préfacé par Rainer Maria Rilke, 1921.
- Otto Nückel, Das Schicksal: eine Geschichte in Bildern [Destin], Munich, 1926[28].
- Clément Moreau, Erwerbslose Jugend, suite de six gravures, 1928.
- Lynd Ward, Gods' Man (en): A Novel in Woodcuts, 139 bois, New York, Jonathan Cape & Harrison Smith, 1929[28] — parodié par Milt Gross, He Done Her Wrong (1930).
- Max Ernst, La Femme 100 têtes, 1929.
- Helena Bochořáková-Dittrichová, Z mého dětství : Dřevoryty [Mon enfance], Moscou, Moravská zemská knihovna, 1929[28].
- James Colbert Reid, The Life of Christ in Woodcuts, 71 bois, New York, Farrar & Rinehart, 1930[28].
- István Szegedi-Szüts, My War, New York, John Lane, 1931.
- Charles Turzak, Abraham Lincoln: Biography in Woodcuts, 1933.
- Roger Buck, Biraka, a novel in woodcuts, préfacé par Dorothy Wilcock, New York, 1934[28].
- Lynd Ward, Vertigo, New York, Random House, 1937[28].
- Giacomo Patri, White Collar: A Novel told in Pictures, suite de linogravures, San Francisco, [1938][28].
- Werner Gothein, Die Seiltänzerin und ihr Clown, 1949.
- Laurence Hyde, Southern Cross: A Novel of the South Seas in Wood Engraving[29], Los Angeles, Ward Ritchie Press, 1951[28].

#### Essais
- (en) David A. Beronä, Robin Varnum (dir.) et Christina T. Gibbons (dir.), The Language of Comics : Word and Image, University Press of Mississippi, 2001, 19–39 p. (ISBN 978-1-60473-903-9, lire en ligne), « Pictures Speak in Comics Without Words ».
- (en) Lynd Ward et David Beronä, Mad Man's Drum : A Novel in Woodcuts, Dover Publications, 2005, iii–vi (ISBN 978-0-486-44500-7, lire en ligne), « Introduction »
- (en) David A. Beronä, Wordless Books : The Original Graphic Novels, Abrams Books, 2008, 272 p. (ISBN 978-0-8109-9469-0, lire en ligne)
  - traduction en français : David A. Berona (trad. de l'anglais), Le Roman graphique, des origines aux années 1950, Paris, La Martinière, 2009, 255 p. (ISBN 978-2-7324-3920-4).
- (en) Hillary Chute, Joe Bray (dir.), Alison Gibbons (dir.) et Brian McHale (dir.), The Routledge Companion to Experimental Literature, Abingdon, Oxon/New York, Routledge, 2012, 407–419 p. (ISBN 978-0-415-57000-8, lire en ligne), « Graphic Narrative ».
- (en) Arie Kaplan, From Krakow to Krypton : Jews and Comic Books, Jewish Publication Society, 2010, 240 p. (ISBN 978-0-8276-1043-9, lire en ligne)
- (en) Sabine Rewald, Balthus : Catalog of an Exhibition at the Metropolitan Museum of Art, Feb. 29, 1984 to May 13, 1984, Metropolitan Museum of Art, 1984, 176 p. (ISBN 978-0-8109-0738-6, lire en ligne)
- (en) George Walker (dir.), Graphic Witness : Four Wordless Graphic Novels, Firefly Books, 2007, 423 p. (ISBN 978-1-55407-270-5, lire en ligne).
- (en) Perry Willett et Neil H. Donahue, A Companion to the Literature of German Expressionism, Camden House Publishing, 2005, 111–134 p. (ISBN 978-1-57113-175-1, lire en ligne), « The Cutting Edge of German Expressionism: The Woodcut Novel of Frans Masereel and Its Influences ».

#### Articles scientifiques
- (en) Martin S. Cohen, « The Novel in Woodcuts: A Handbook », Indiana University Press, vol. 6, no 2,‎ avril 1977, p. 171–195 (JSTOR 3831165).
- Thierry Groensteen, « Roman en gravures », Neuvième Art 2.0,‎ avril 2013 (ISSN 2108-6893, lire en ligne).